# Hof de Moriaan

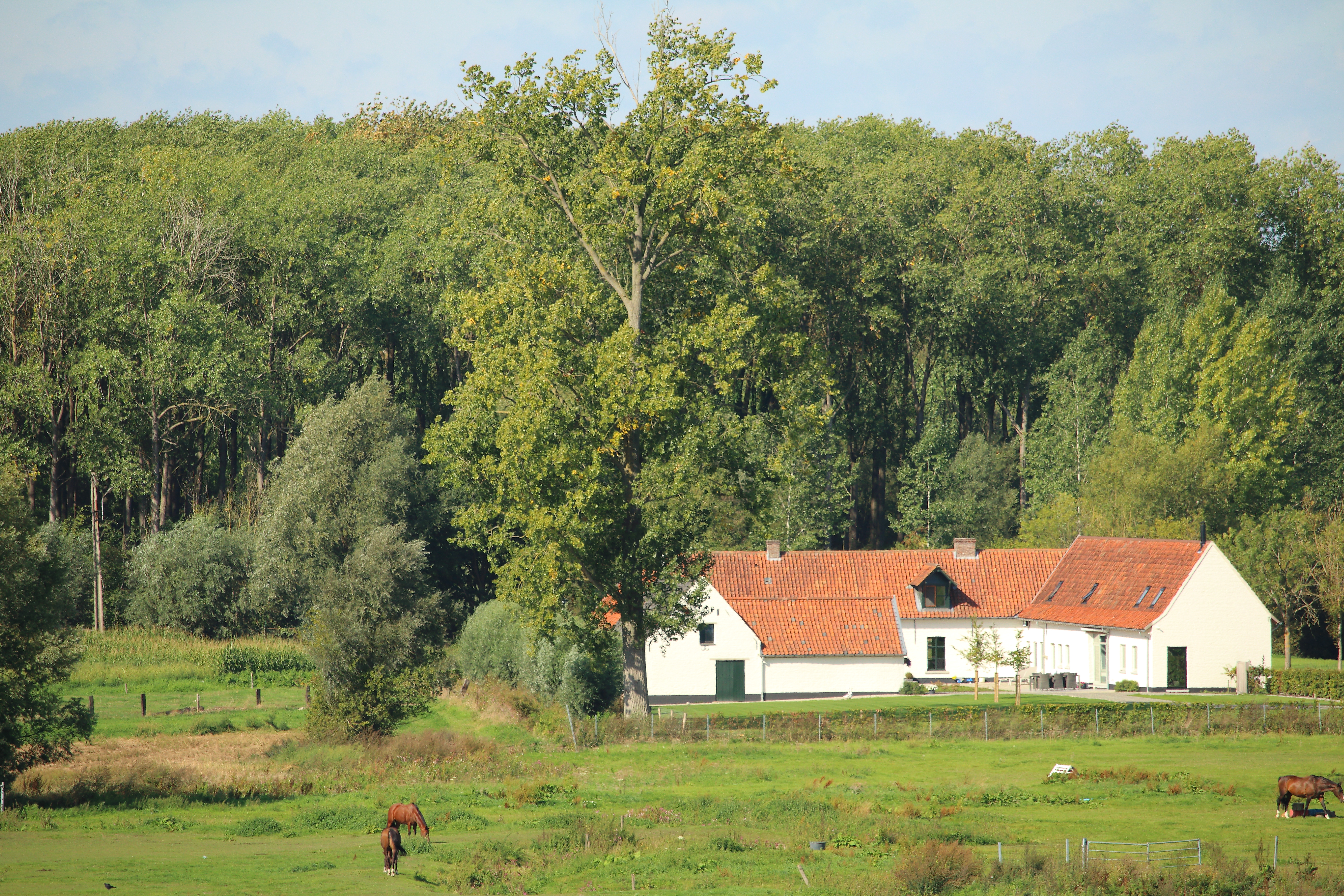
Hof de Moriaan

Het Hof de Moriaan is een historische hoeve in de Paddestraat in Velzeke-Ruddershove, deelgemeente van de Belgische stad Zottegem. De oude vleugel van het Hof de Moriaan is sinds 1978 beschermd als monument.  De U-vormige hoeve bestaat uit bakstenen gebouwen onder zadeldaken van Vlaamse pannen. De hoeve heeft een rondboogdeur in een beschilderde omlijsting met geprofileerd beloop, druiplijst en bekronende oculus. De naam Moriaan (verwijzend naar een persoon met donkere huidskleur) komt van de gelijknamige herberg en winkel in koloniale waren die er vroeger werden uitgebaat.

## Afbeeldingen

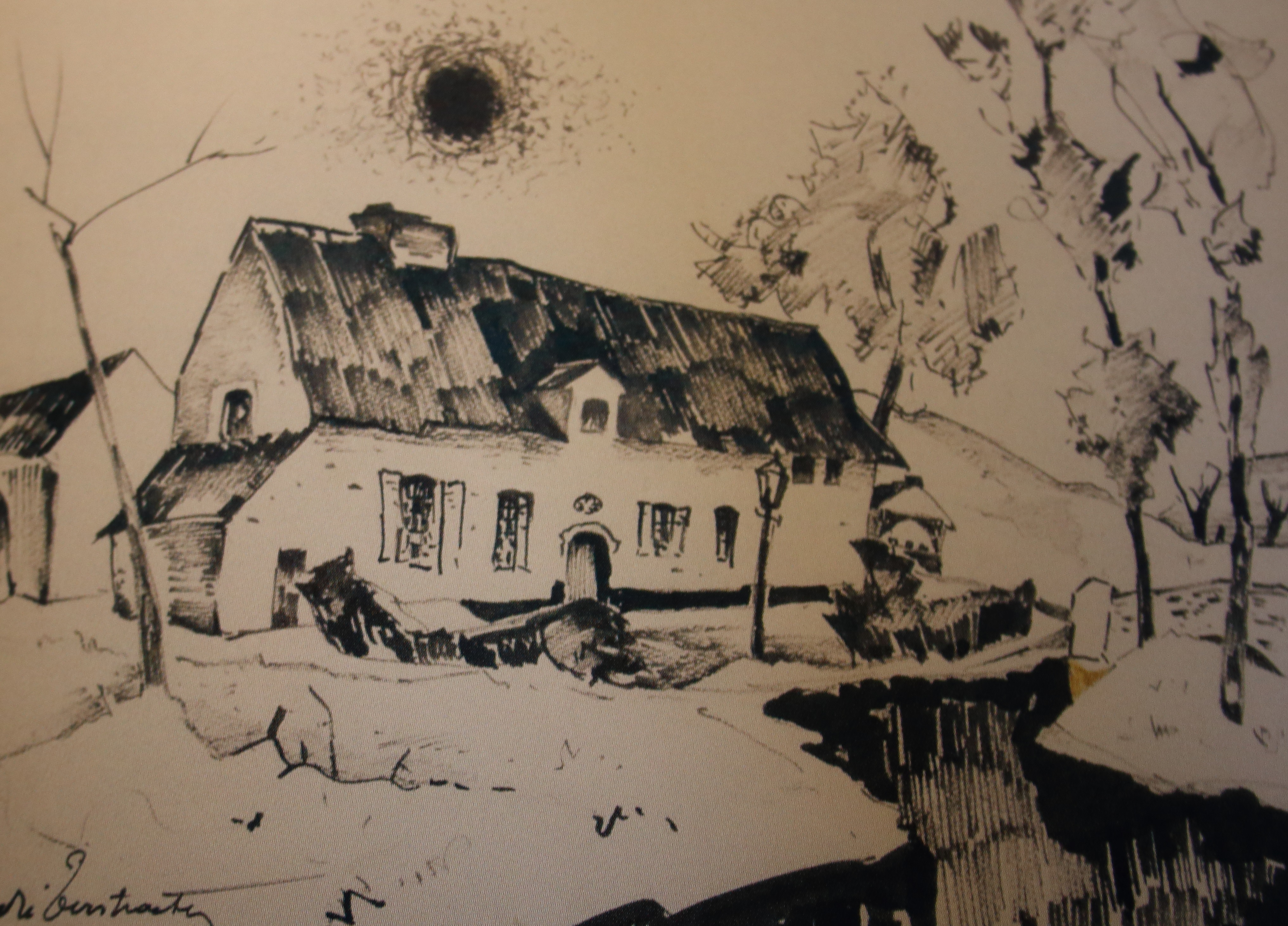
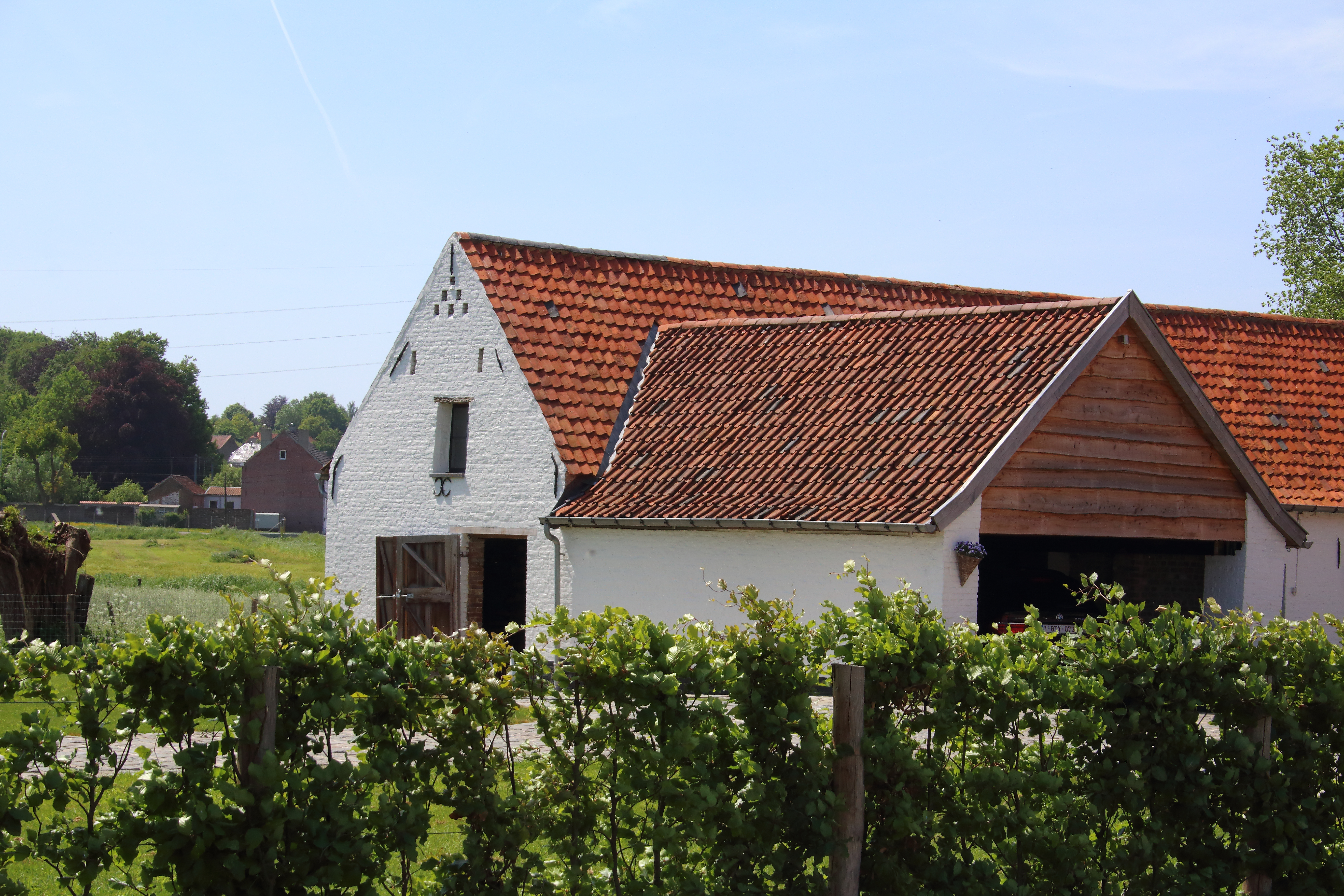
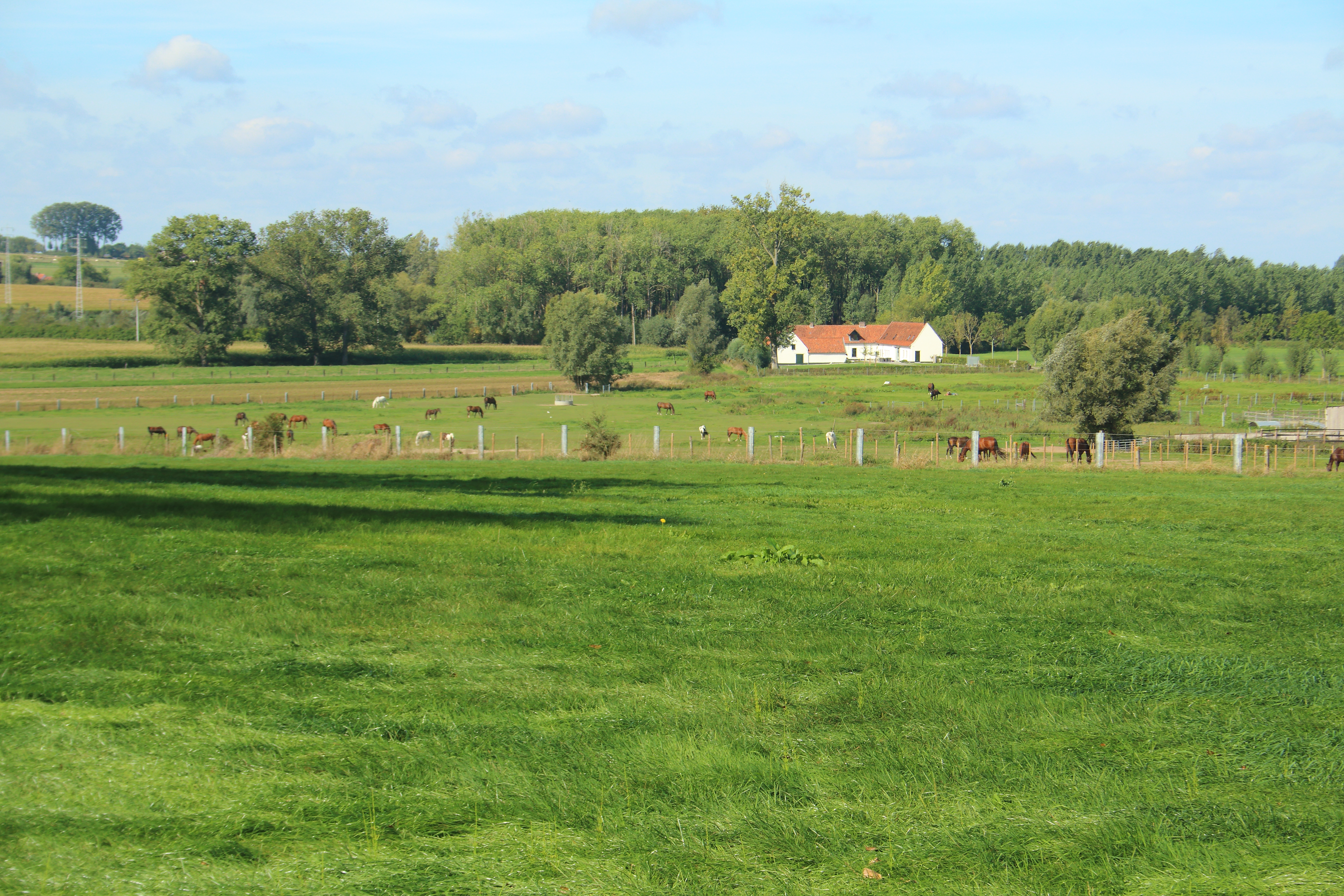
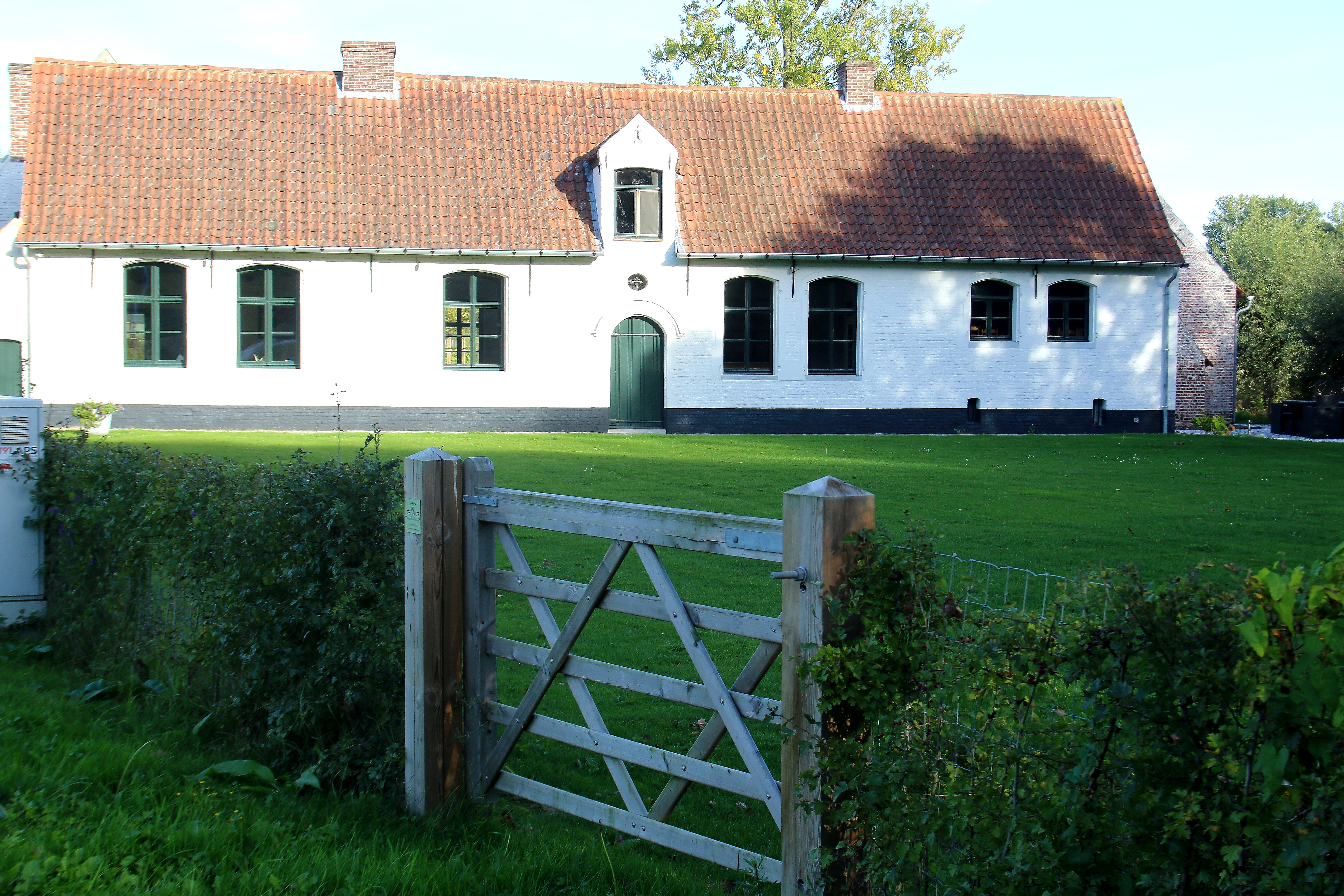
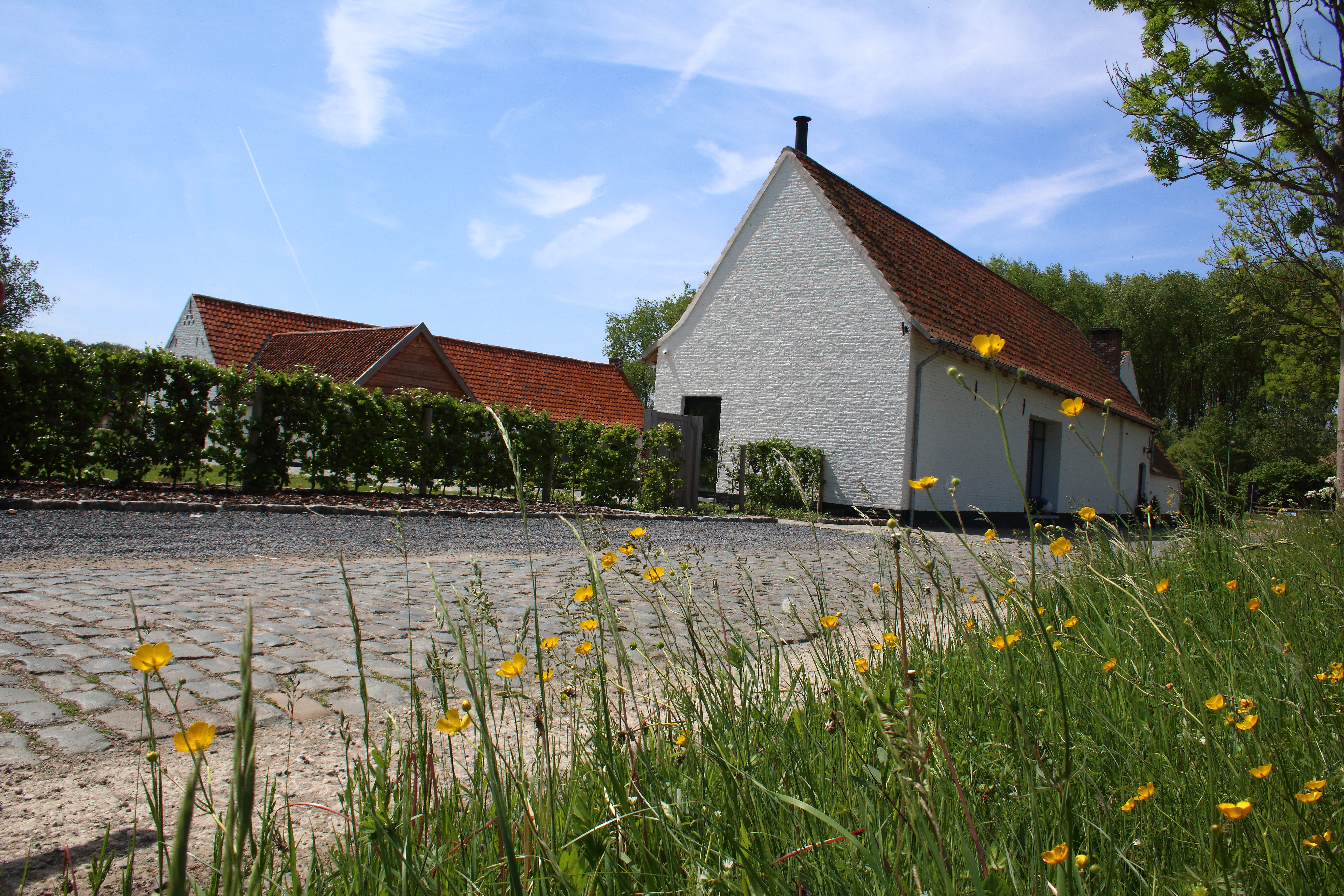
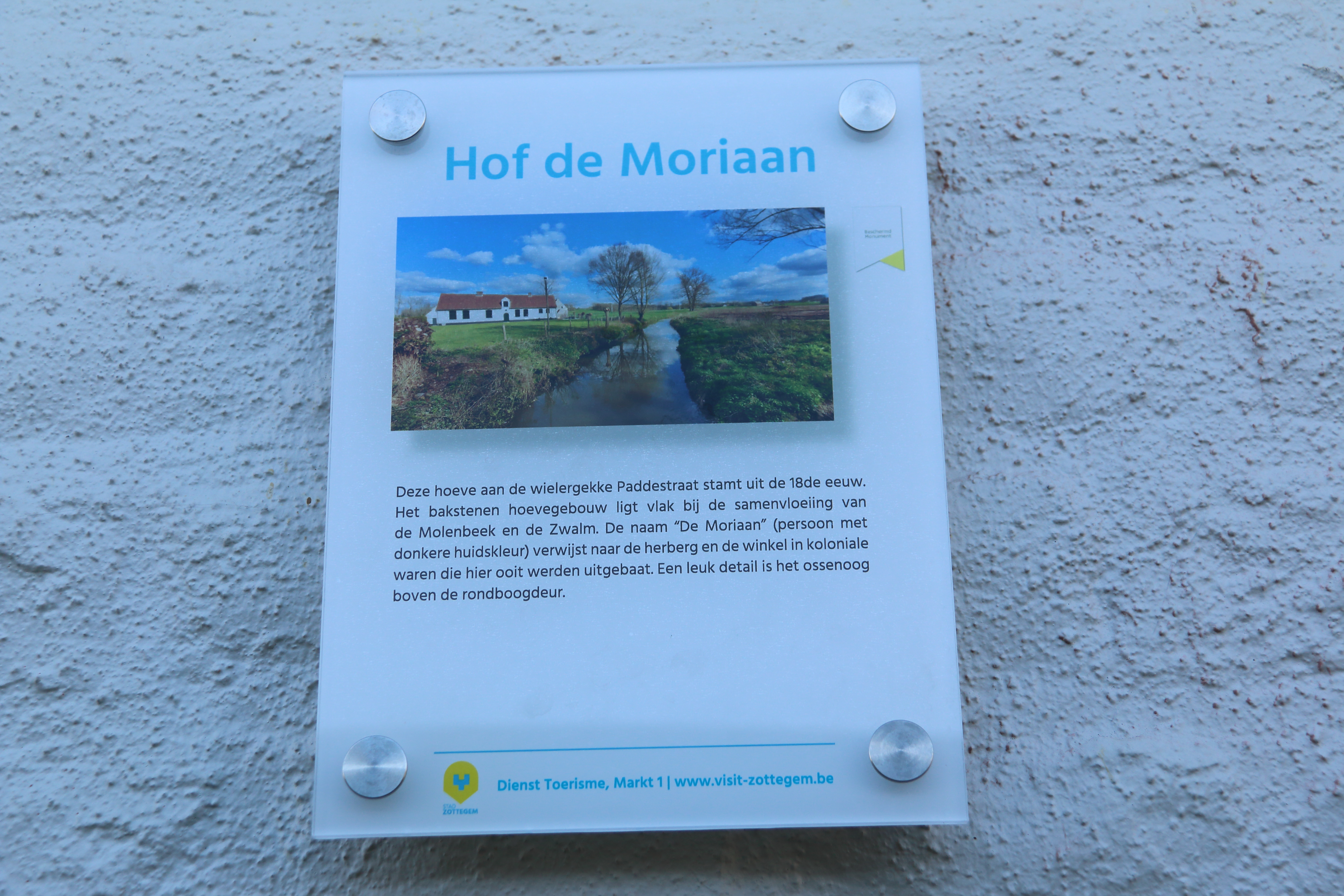
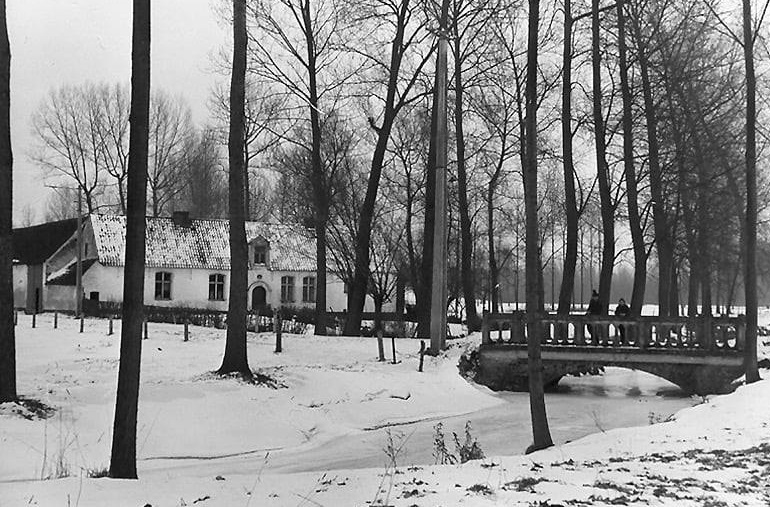